# Heilig-Kreuz-Kapelle (Lorch)

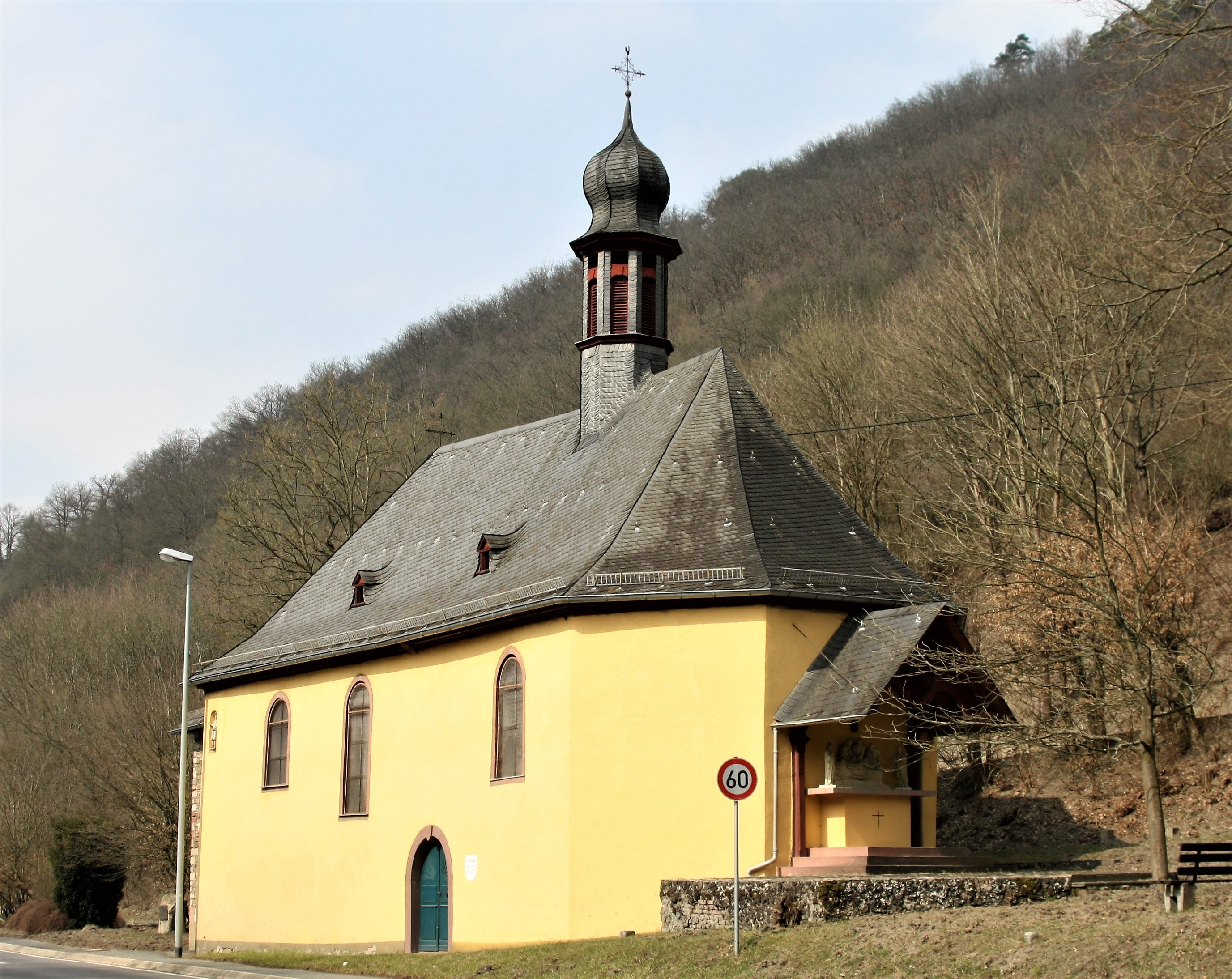
Heilig-Kreuz-Kapelle mit Außenaltar

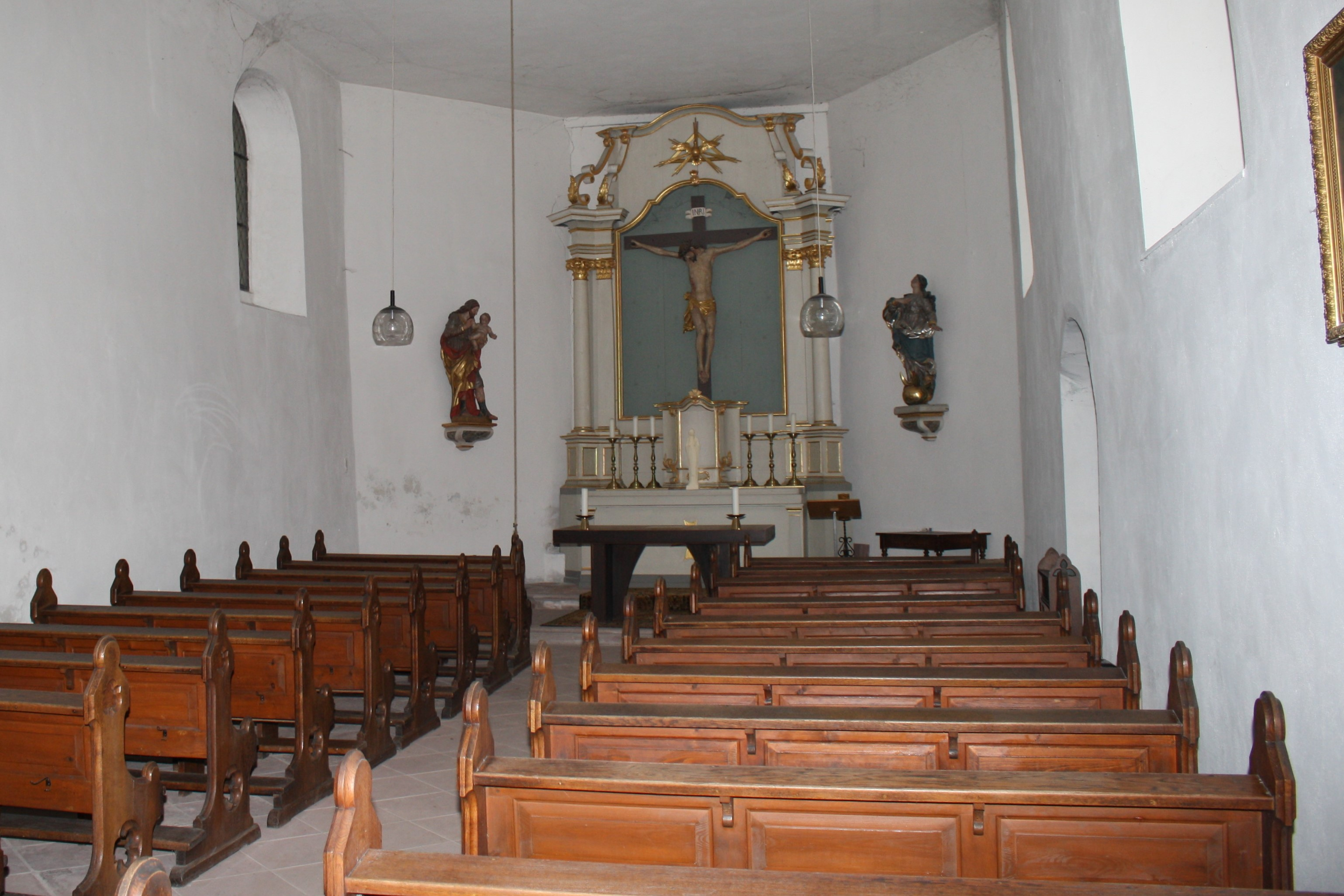
Innenansicht

Die katholische Heilig-Kreuz-Kapelle in Lorch (Rheingau) ist eine denkmalgeschützte Wallfahrtskapelle etwa 2 km von Lorch, Wisper aufwärts gelegen, am Eingang des Tiefenbachtales. Sie ist die letzte erhaltene der ehemals neun Kapellen im Stadtgebiet von Lorch. Seit 2015 gehört sie, wie die zuvor zuständige Pfarrkirche St. Martin (Lorch), zur Pfarrei Heilig Kreuz Rheingau, einer Pfarrei neuen Typs die Pfarrkirche ist der sogenannte Rheingauer Dom in Geisenheim.

## Geschichte
Die Geschichte der Kapelle geht zurück auf das Jahr 1460. In dieser Zeit gab es immer wieder Grenzstreitigkeiten zwischen der kurpfälzischen Sauerburg, welche ihre Macht bis an die Wisper auszudehnen versuchte und der kurmainzischen Grenzfeste Lorch, die dies verhindern musste. Am Johannistag 1460 fiel der Burgherr von der Sauerburg mit einer Truppe von 120 Bewaffneten zu Fuß und zu Pferd in die Lorcher Gemarkung ein und raubte das auf der Weide stehende Lorcher Vieh. Von der Stadttorwache an der Schauerpforte wurde Alarm geschlagen und so kam es am Eingang des Tiefenbachtales zu einer Schlacht, in der die Lorcher einen überwältigenden Sieg über die kurpfälzischen Sauerthäler errangen. Der Bericht über diese Schlacht endet mit den Worten: Zum Angedenk an die Schlacht und Gott zur Ehr und Preis hatt man uff dem Hüwwel, allwo die Schlacht geschahe, ein groß Kreutz aufgebawet und ein ewig Licht gestift. In der Folge entstand daraus eine kleine Kapelle, die urkundlich 1486 erwähnt wird. Über die Entstehung ist nichts bekannt; nur eine Sage berichtet, dass ein Ritter aus dem Geschlecht Boos von Waldeck ein Gelübde mit dem Bau erfüllt hat.
Die Errichtung der heutigen Kapelle wurde durch freiwillige Beiträge finanziert und nach Vollendung am 26. Juli 1677 von dem Mainzer Weihbischof Adolph Gottfried Volusius eingeweiht. 1738 wurde sie nach Osten um fast das Doppelte erweitert. Die Fenster der erweiterten Kapelle stiften die Brüder Joh. Friderici (Friedrich) und Jacobi (Jakob) Perabo. Das Wappen und die Namen der beiden sind in einer Glasscheibe im mittleren Fenster der Nordseite eingraviert. Die sinngemäße Übersetzung des lateinischen Textes lautet: „Die Fenster, welche die graue Vergangenheit dir geraubt hat, errichtete von Neuem die freigiebige und gütige Hand der vornehmen und gelehrten Herren, der Herrn Gebrüder Joh. Friedrich und Jakob Perabo“.
1784 baute der Kreuzbruder Peter Weibler westlich eine Eremitage an, er hütete die Kapelle und ernährte sich von Anstreicherarbeit. Er besaß außerdem noch 30 Bienenstöcke zur Gewinnung von Honig und Kerzenwachs. Von einer Rom-Wallfahrt hatte er zuvor eine Kreuzreliquie, deren Echtheit von Weihbischof Ludwig Philipp Behlen (1714–1777) bestätigt worden war, mitgebracht. Seine gesamten Einnahmen und die Spenden von Gläubigen investierte er in die Kapelle. So ließ er für 300fl eine Orgel, die er selbst spielte, in der Kapelle einbauen.
Nach dem Ableben von Peter Weibler wurde diese Orgel, 1819, von Pfarrer Geiger (* 1775 Hofheim; † 1833 Lorch) nach Presberg verkauft. 1826 erfolgte eine größere Renovierung. Mitte des 19. Jh. dürfte auch die Eremitage beseitigt und durch eine hölzerne Vorhalle ersetzt worden sein.
Östlich der Kapelle wurde 1897, auf Initiative des Pfarrers Volpenhenn (* 15. November 1836 in Münster; † 22. Dezember 1898 in Lorch) ein neuer Kreuzweg um den Pilgerplatz angelegt. Die Sandstein-Figuren in den Stationshäuschen waren stilistisch der berühmten Lorcher Kreuztragung nachempfunden und von der Lorcher Bürgerin Frl. Elisabeth Choisi (* 29. Dezember 1845 Lorch; † 1913 Lorch) gestiftet. Die Einweihung fand am 1. Mai 1898 anlässlich des Kreuztages statt. Zwei Jahre später, am Kreuztag den 6. Mai 1900, wurde ein Pontifikalamt durch den Abt Konradus Kolb von Marienstatt am neu errichteten Außenaltar zelebriert.

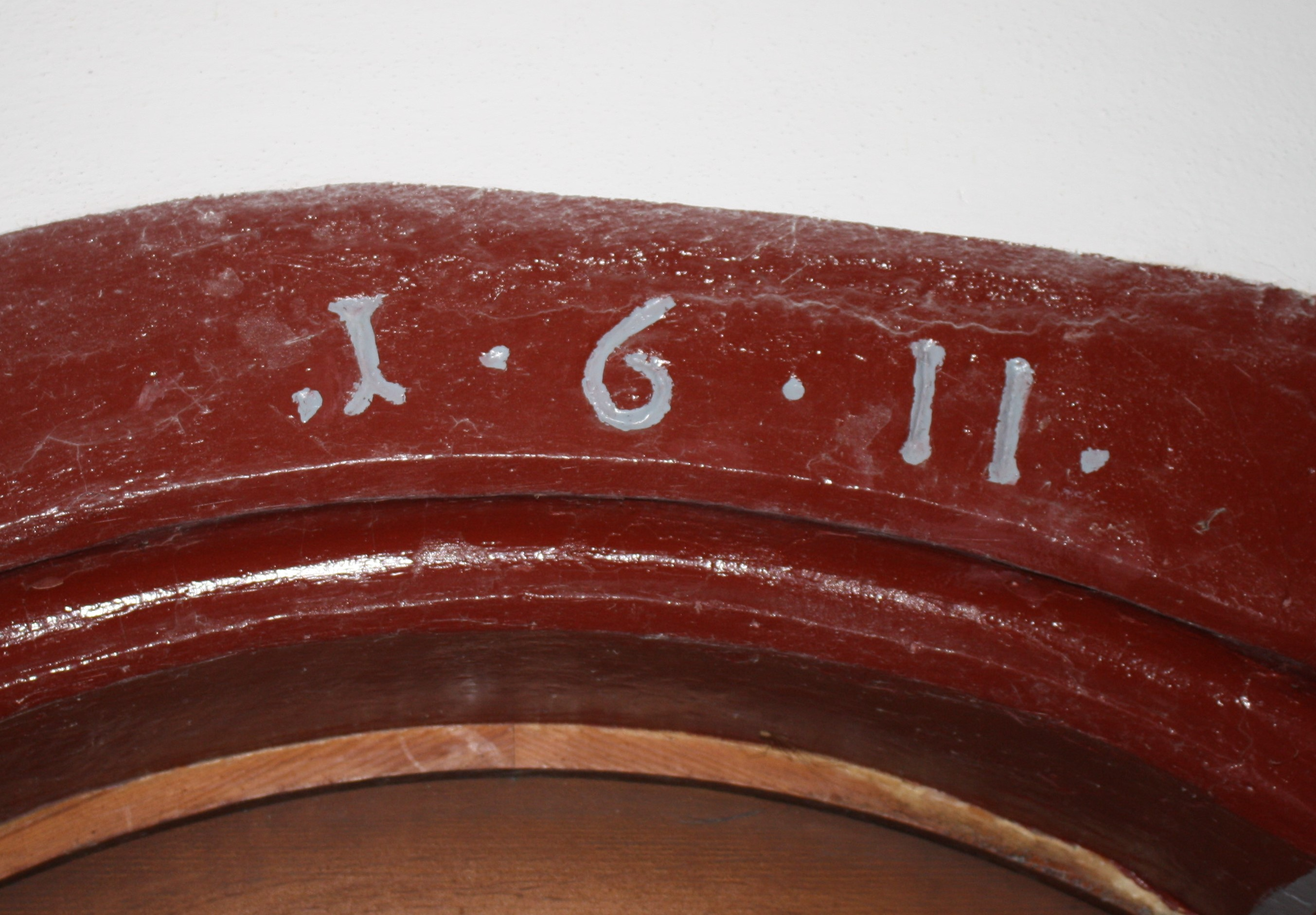
Die Jahreszahl 1611 auf dem Türgewände der Westpforte stimmt nicht mit dem Jahr 1677 der Kapellen Weihe überein
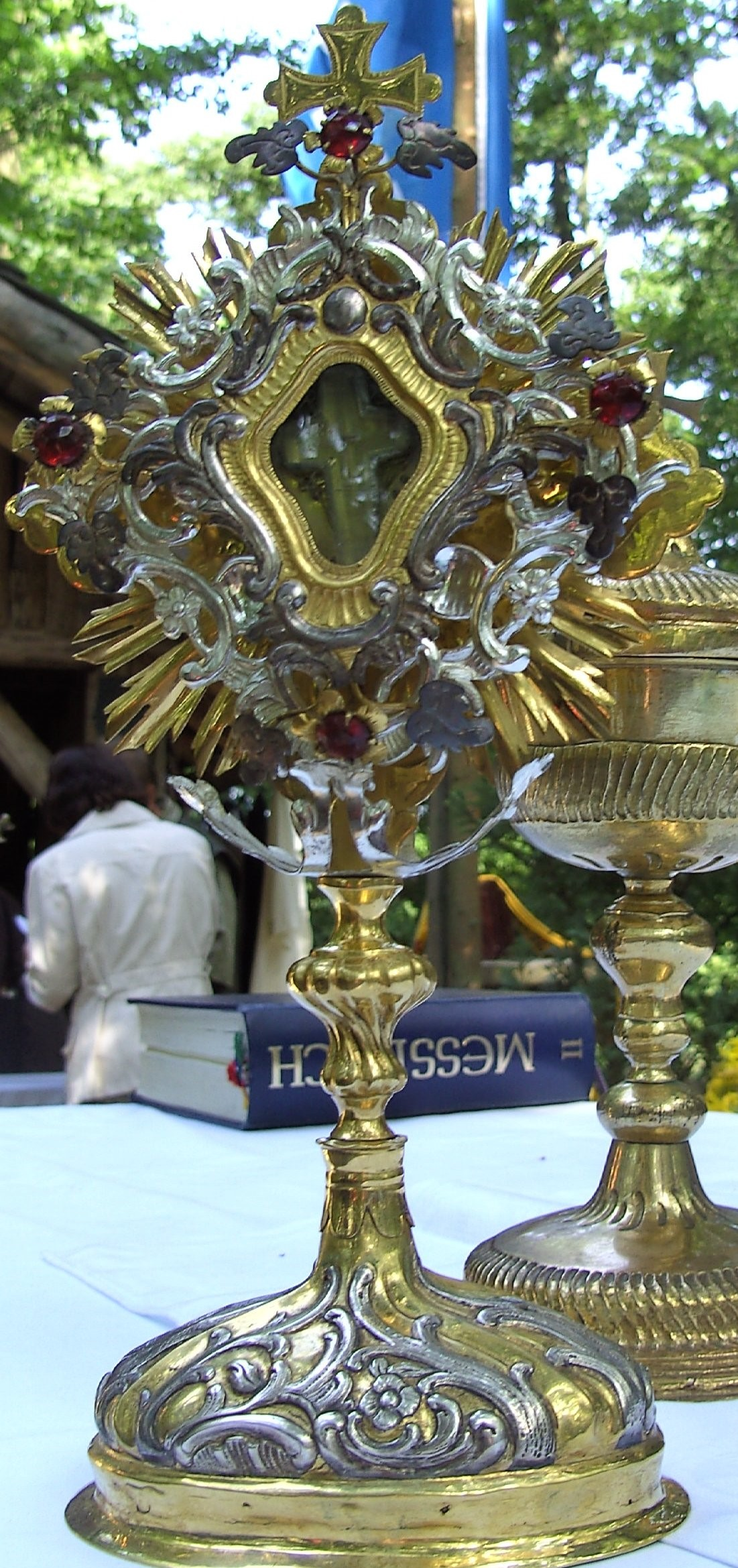
Die aus Rom, von Peter Weibler, für die Kapelle, besorgte Kreuzreliquie. Heute in St. Martin (Lorch) aufbewahrt.
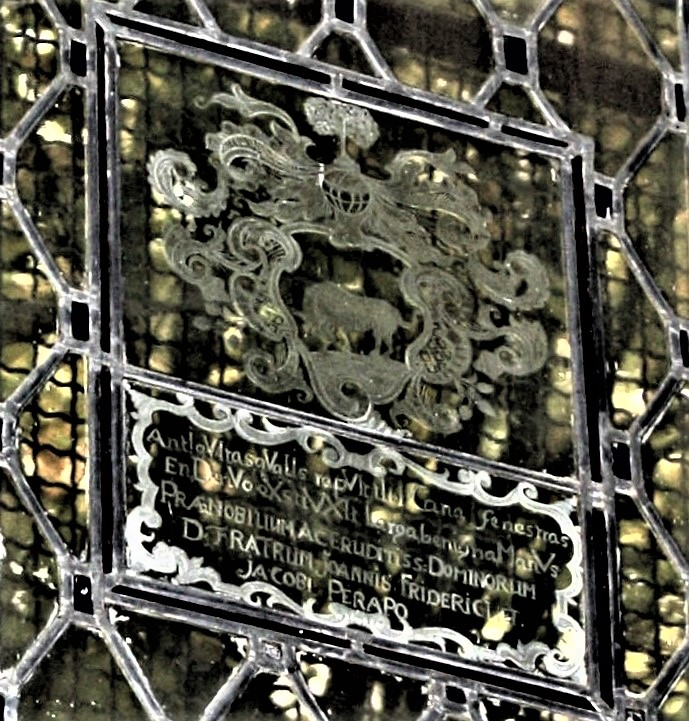
Stifter Wappen und Inschrift auf einer Fensterscheibe des mittleren Nordfensters
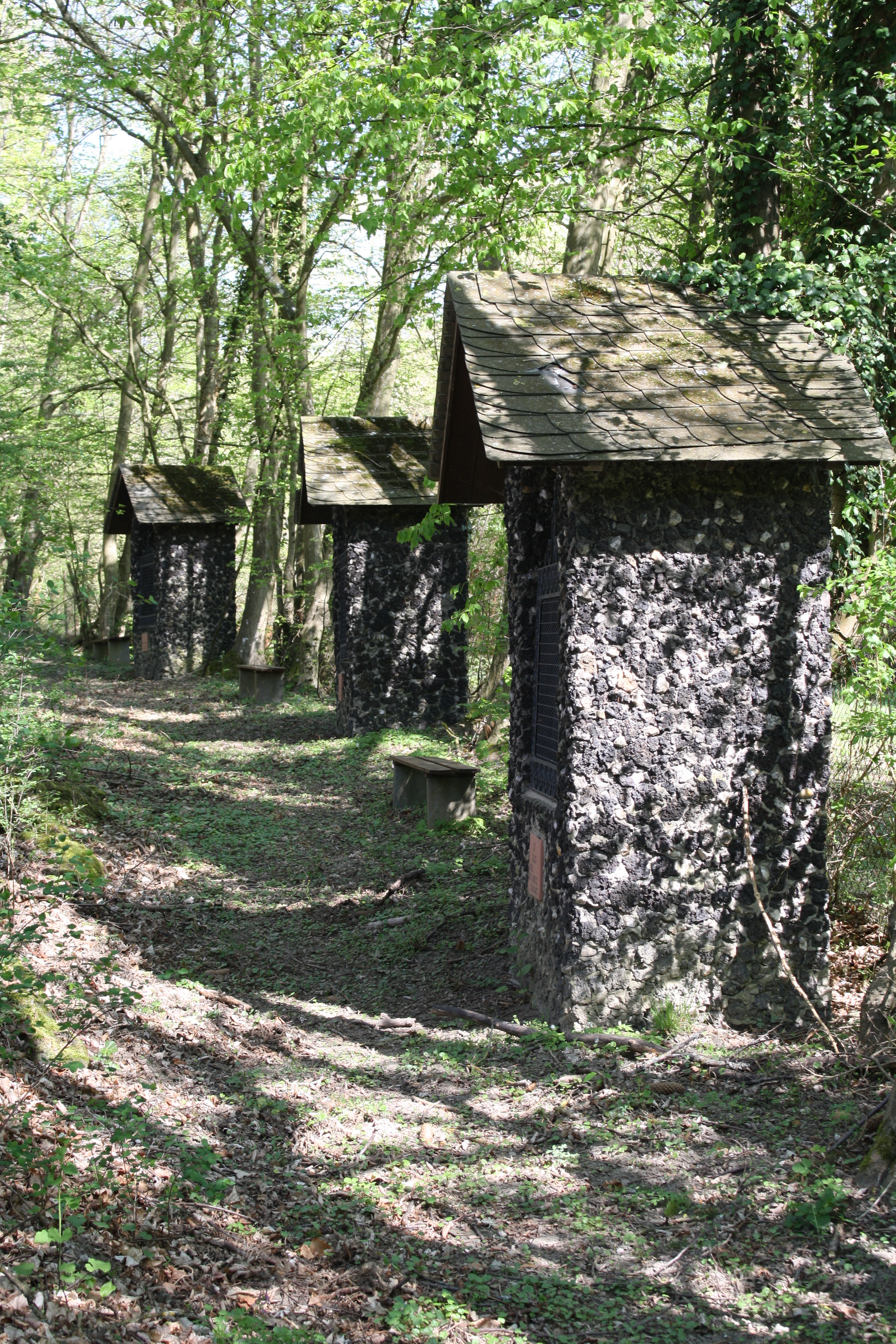
Kreuzweg – Stationen von 1887/89
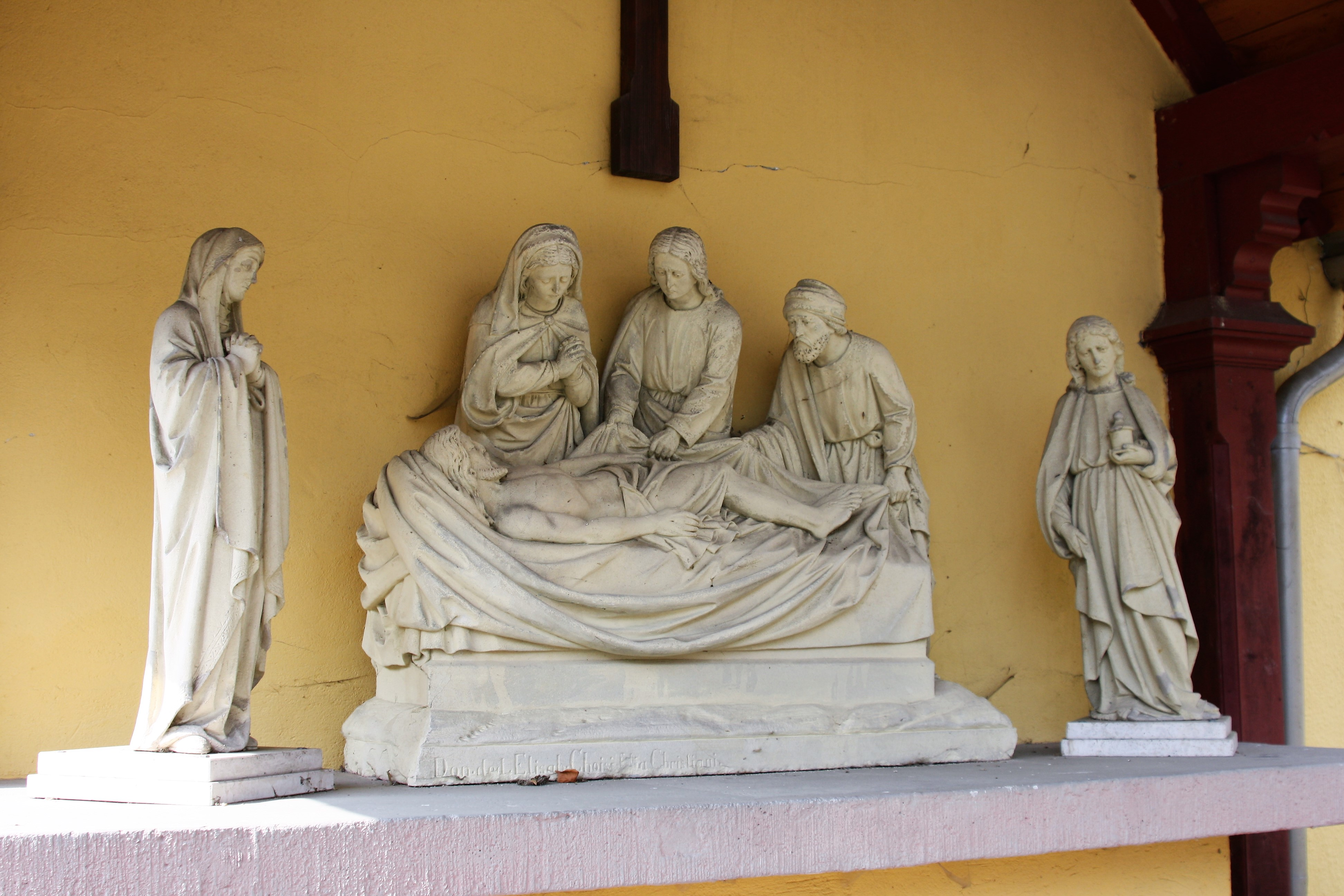
Figuren des alten Kreuzweges auf dem Außenaltar
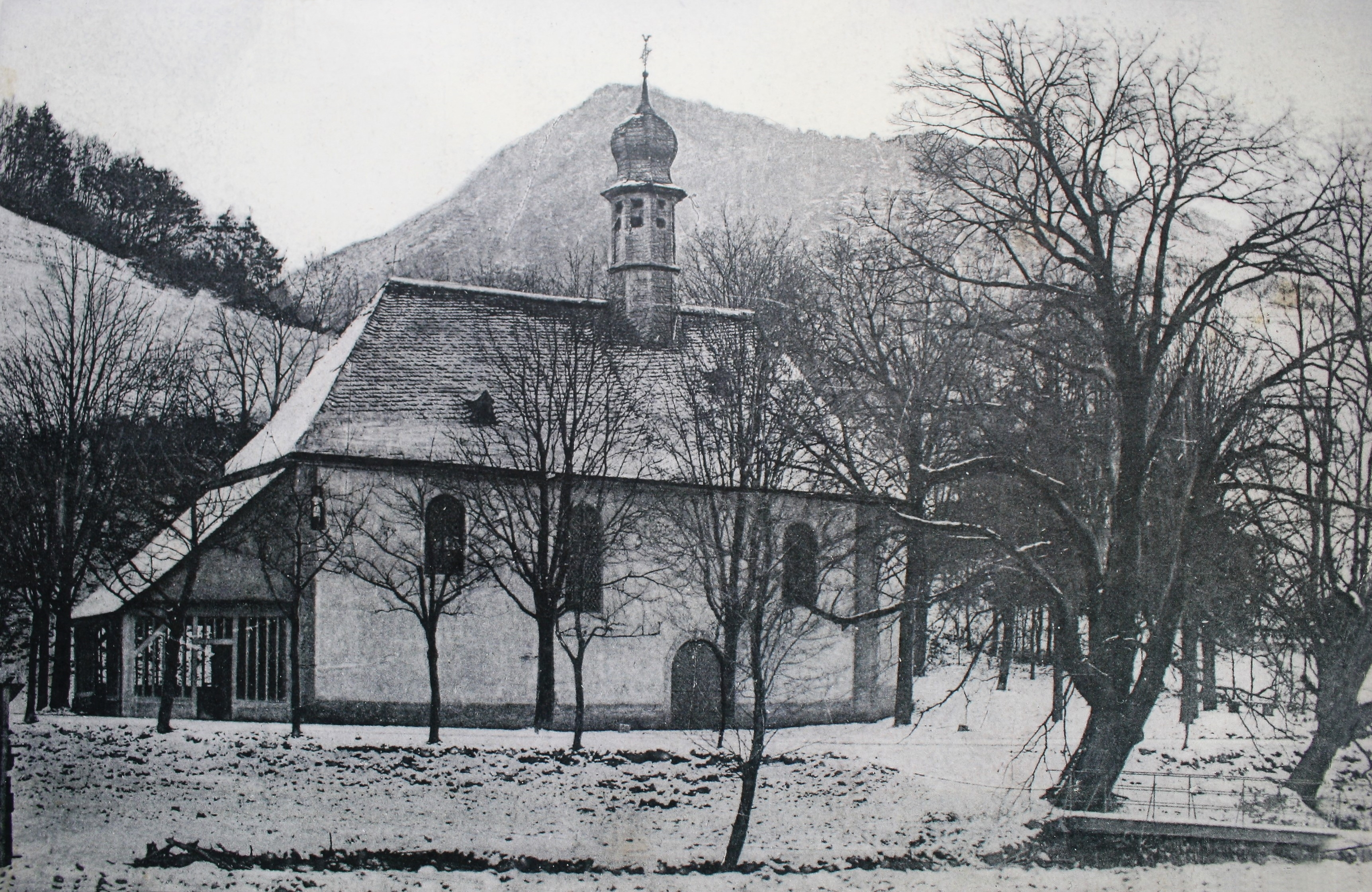
Historische Aufnahme der Kapelle noch mit der hölzernen Vorhalle
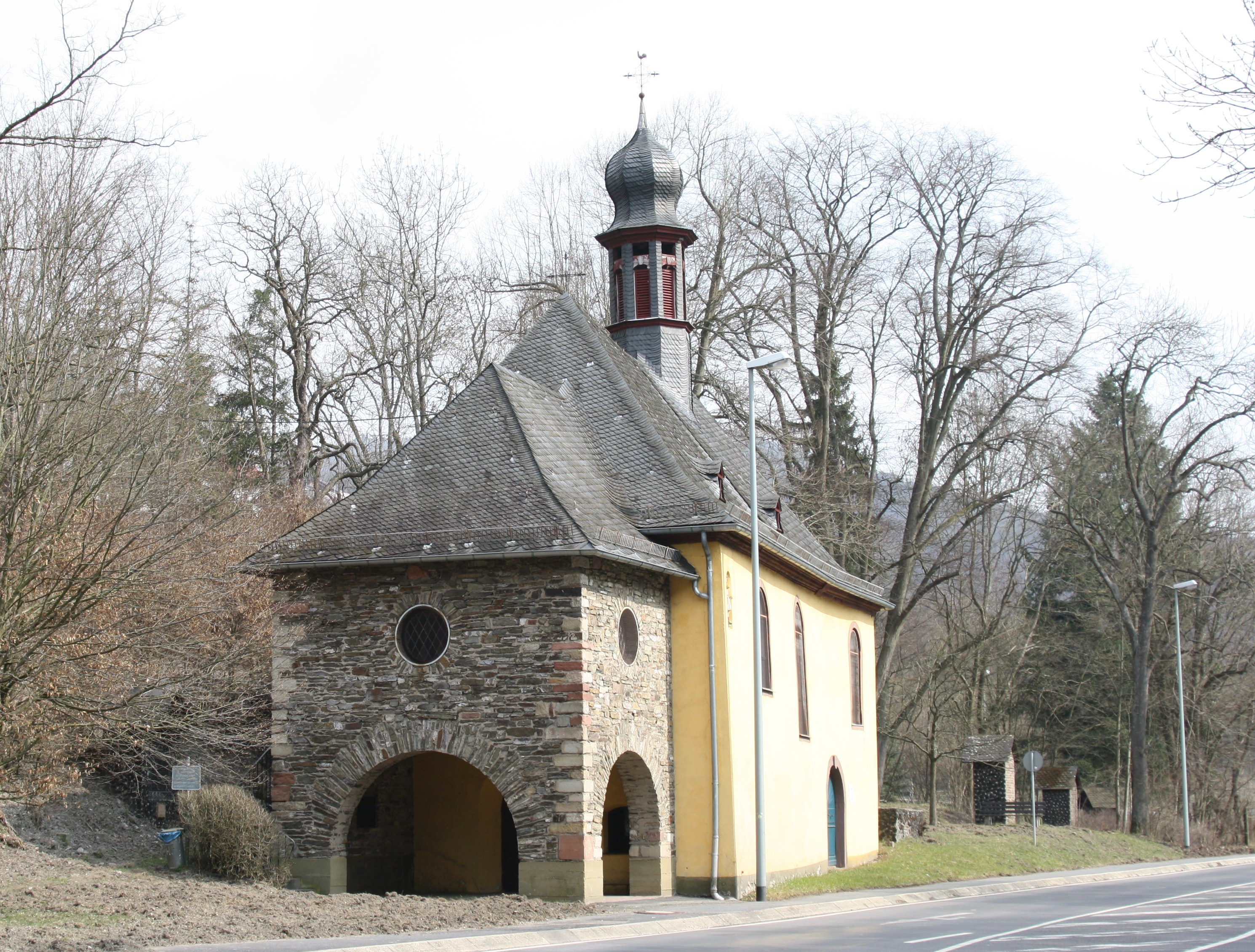
Heilig-Kreuz-Kapelle mit erneuertem Vorbau von 1961

1961 ließ Pfarrer Rudolf Maria Messmer (* 1912 Geisenheim; † 1988 Fünfstetten) die Kapelle komplett sanieren, dabei wurde auch die hölzerne Vorhalle durch einen steinsichtigen Vorbau ersetzt und die Empore im Inneren in den neuen Anbau hinein erweitert.
1965 wurde Lorch zu einem Bundeswehrstandort. Die Soldaten der gegenüber liegenden Rheingau-Kaserne nutzten die Kapelle nun des Öfteren für Militärgottesdienste. Im Gegenzug engagierten sich die Bundeswehrangehörigen bei der Pflege und Instandhaltung der gesamten Anlage.
1971 wurden die Figuren des Kreuzweges durch Kinder zerstört, nur die Figurengruppe der Grablegung Christi und die beiden Allianzfiguren der Kreuzigungsgruppe, Maria und Johannes, blieben erhalten. Instand gesetzt sind sie heute auf den Außenaltar der Kapelle aufgestellt. Die Trümmer der anderen Figuren liegen, in Sand gebettet, unter einer Betonplatte auf dem Pilgerplatz.
Auf Initiative des Standortältesten, Oberstleutnant Jochen Siegel, Zeit seines Lebens ein großer Förderer der Kreuzkapelle, gründete sich 1981 (zehn Jahre nach der Zerstörung) eine Fördergemeinschaft „Bürger und Bürger in Uniform zur Wiederherstellung des Kreuzweges bei der Heilig Kreuzkapelle“ in deren Auftrag schuf, 1983, der Presberger Künstler Anton Haust abstrakte, sandsteinfarbene Tongussrelief-Bilder für die verwaisten Stationen des Kreuzweges.
Von 1985 bis 1988 wurde die Kapelle dann ehrenamtlich umfassend renoviert. Finanziert wurde dies durch eine Kapellenbruderschaft, eine Fördergemeinschaft zur Erhaltung der Kreuzkapelle. Sie setzte sich zusammen aus dem Bw-Standort, den Feuerwehren, örtlichen Organisationen, Handwerkern, Gewerbetreibenden und engagierten Privatpersonen von Nah und Fern. Ein prominenter Kapellenbruder war der damalige Jagdpächter Ernst Neger, Star der Mainzer Fastnacht.
Im Zuge dieser Renovierung wurde auch die, einst reiche, Innenausstattung stark reduziert. Eine schlicht gestaltet Holz Kanzel sowie ein kleiner Seitenaltar wurden entfernt. Das „Ewige Licht“, die Heiligenfiguren des Wendelin (Heilig Kreuzer Bäuerchen), des Rochus von Montpellier, des Johannes der Täufer, des Petrus und des Paulus wurden, wie die Pietà des beseitigten Seitenaltares, aus Sicherheitsgründen in die Pfarrkirche St. Martin verbracht und dort aufgestellt bzw. aufgehängt.
Am 13. Oktober 2021 wurde, durch einen nächtlichen Brandanschlag, die Figurengruppe der Grablegung Christi auf dem Außenaltar stark beschädigt. Im Sommer 2023 wurde der Schaden von der Lorcher Natursteinwerkstätte Stefan Schmidt unentgeltlich behoben.

## Kirchliche Ereignisse
Für die Heilig-Kreuz-Kapelle existierten in der Vergangenheit sechs Messstiftungen.
An Kreuzerhöhung (14. September) und am Gedächtnis der sieben Schmerzen Mariens (15. September) wurde ein Hochamt mit Predigt gehalten. Am 3. Tag der Bittwoche fanden Bittprozessionen von Lorch und den ehemaligen Filialen Lorchhausen, Ransel, Espenschied und Presberg aus statt. Ebenso wurden solche Prozessionen am 3. Mai an Kreuzauffindung von den genannten Orten aus durchgeführt. An der Kreuzkapelle wurde dann ein gemeinsames Hochamt gefeiert.
Diese Tradition, anlässlich der Kreuzauffindung, wird seit 1677, am sogenannten Heilig - Kreuztag, am 1. Sonntag im Mai, bis heute gepflegt. Mit einer feierlichen Prozession, bei der neben dem Allerheiligsten auch die Kreuzreliquie mitgeführt wird, ziehen die Gläubigen von der ehemaligen Pfarrkirche St. Martin (Lorch) zur Hl. Kreuzkapelle, um dort gemeinsam ein Hochamt zu feiern. Nach Rückkehr zur ehemaligen Lorcher Pfarrkirche wird dort, zum Abschluss, ein Sakramentaler Segen gespendet. Bis Ende des 20. Jh. zog dieses kirchliche Großereignis hunderte von Gläubige aus dem gesamten Rheingau an, hat aber in den letzten Jahren sehr an Bedeutung verloren.
An der Lorcher Kirchweih am 2. Septemberwochenende, wird in der Kreuzkapelle, am Kerbemontag, traditionell mit einer Hl. Messe der Kreuzerhöhung und der Schmerzen Mariens gedacht.

## Architektur
Bei der Heilig-Kreuz-Kapelle handelt es sich um einen schlichten Saalbau mit Flachdecke und einem dreiseitigen Chorschluss. Das schiefergedeckte Walmdach wird bekrönt von einem barocken achtseitigen Dachreiter mit Haube und Laterne. Die Außenwände des aus Schieferbruchsteinen errichteten, rechteckigen, langgestreckten Gebäudes sind verputzt bis auf die steinsichtig konzipierte, westliche Vorhalle von 1961.
Einfache rundbogige, hellglasige, Bleiglasfenster erhellen den Innenraum. Unter einer geschweift hervortretenden Holzempore befindet sich das rundbogige Westportal mit einem schlichten Türgewände aus Sandstein, darauf im Inneren das Datum 1611, das nicht mit der urkundlich festgehaltenen Weihe von 1677 übereinstimmt. (Vielleicht eine Bauunterbrechung bedingt durch den Dreißigjährigen Krieg, die verheerenden Pestepidemien von 1622, 1624, 1666 und die katastrophalen Stadtbrände der Jahre 1621, 1639, 1640–46. oder ein Bauteil der Vorgängerkirche.)
Vor den Mittelfenstern befindet sich eine Baunaht, gut erkennbar an der Dacheindeckung. Sie zeugt von der Erweiterung der Kapelle nach Osten. Diese 1738 vollendete Erweiterung ist auf dem Scheitel des neu entstandenen Südportals vermerkt. Das zweite Datum darauf weist auf die Renovierung von 1826 hin. An die äußere Chorwand ist ein Außenaltar unter einen Vordach angebaut.

## Ausstattung
- Altar aus Holz mit Kruzifix und lebensgroßem Korpus aus dem 18. Jh.
- Immaculata aus der Mitte des 18. Jh.
- Hl. Joseph aus der ersten Hälfte des 18. Jahrhunderts im Stil des Burkard Zamels
- Holzempore von 1826
- Heilig-Kreuzer-Bäuerchen, eine Kopie eines Hl. Wendelin, in einer Außennische der Südwand. Das Original (um 1700) befindet sich in St. Martin (Lorch)
- Außenaltar von 1900 mit Sandsteinfiguren des zerstörten Kreuzweges von 1897/98
- Kreuzwegstationen von 1897/98 mit Relieftafeln des Künstlers Anton Haust von 1983

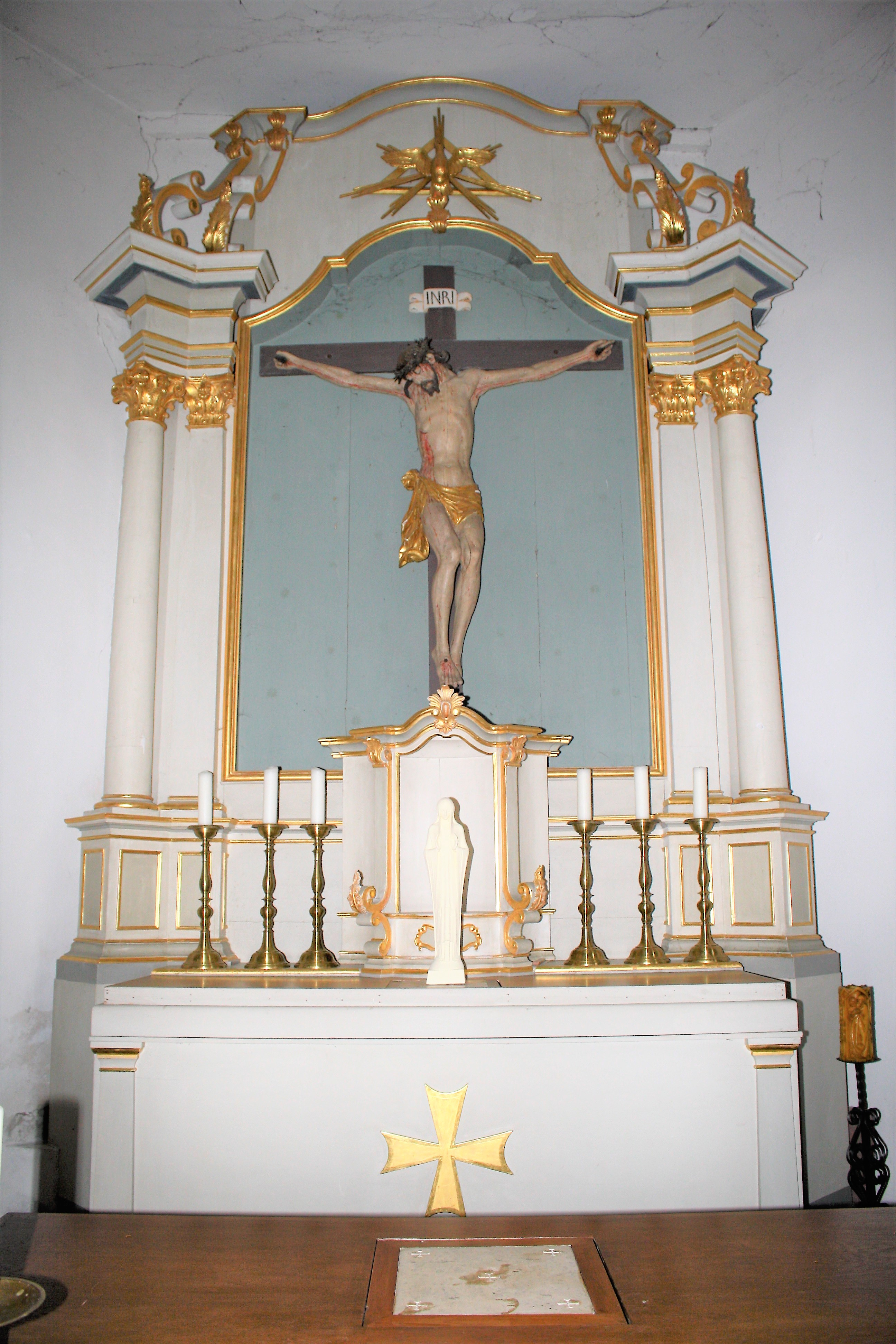
Altar 18. Jh.
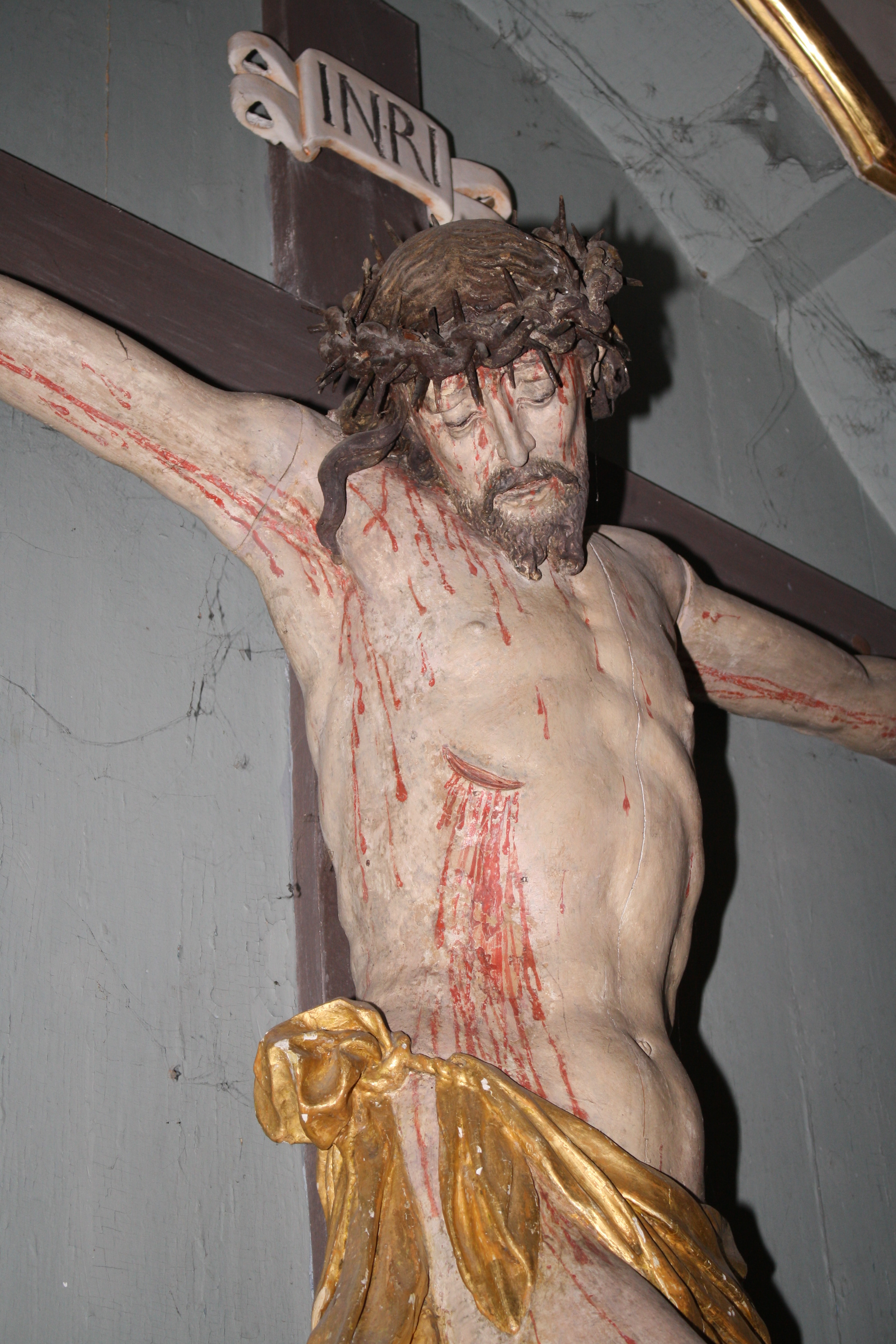
Lebensgroßer Corpus Christi
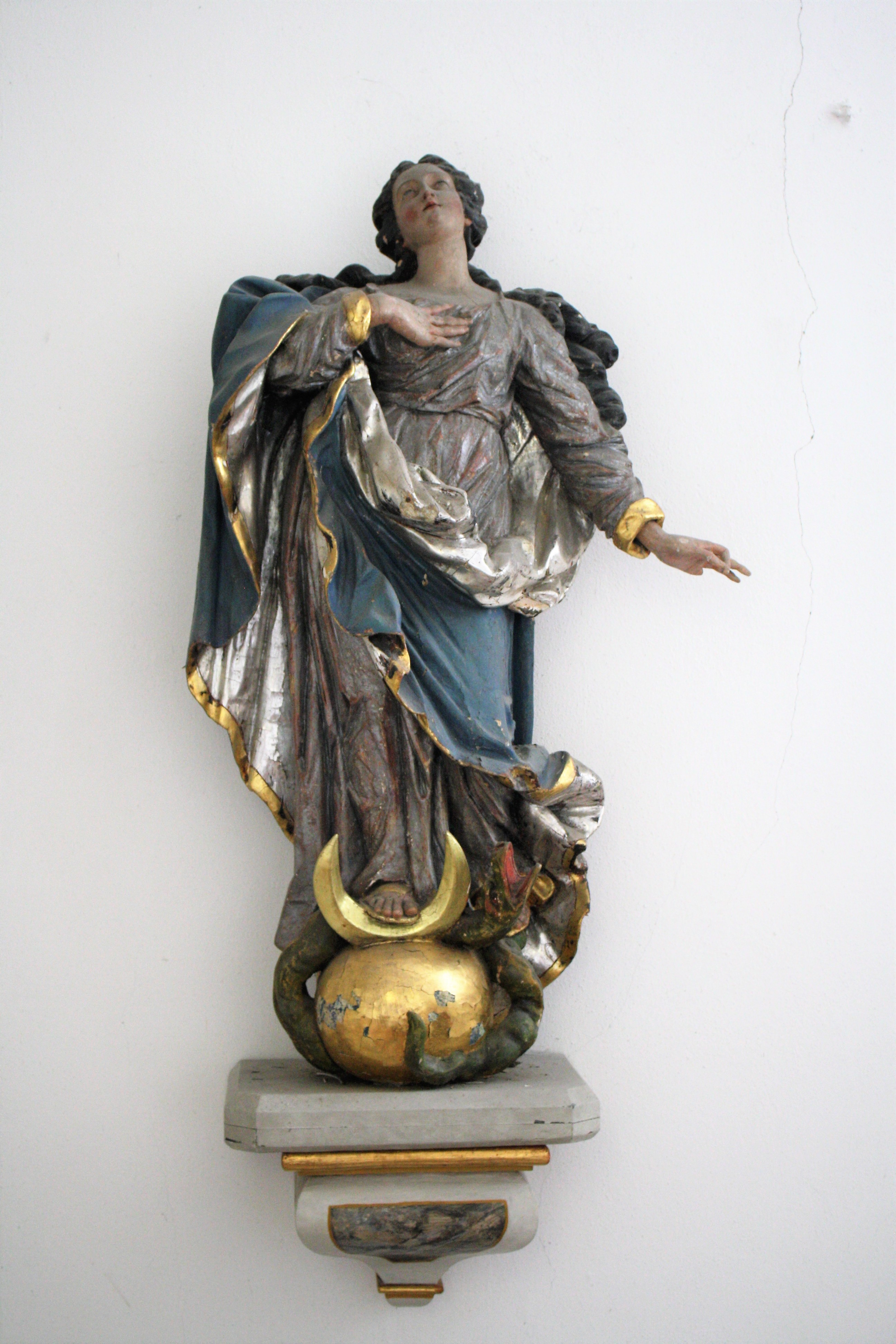
Immaculata im Chor
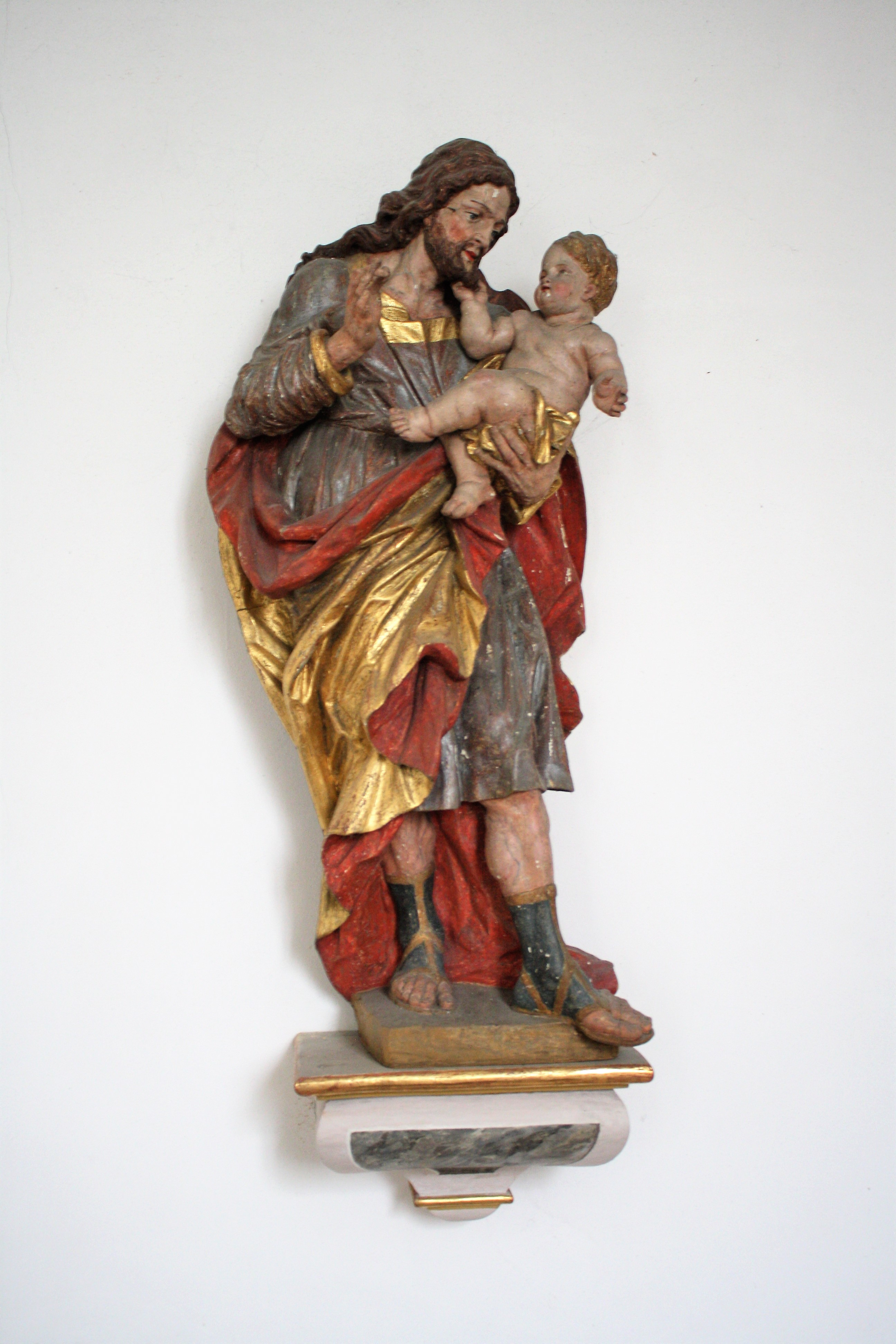
Hl. Joseph im Chor
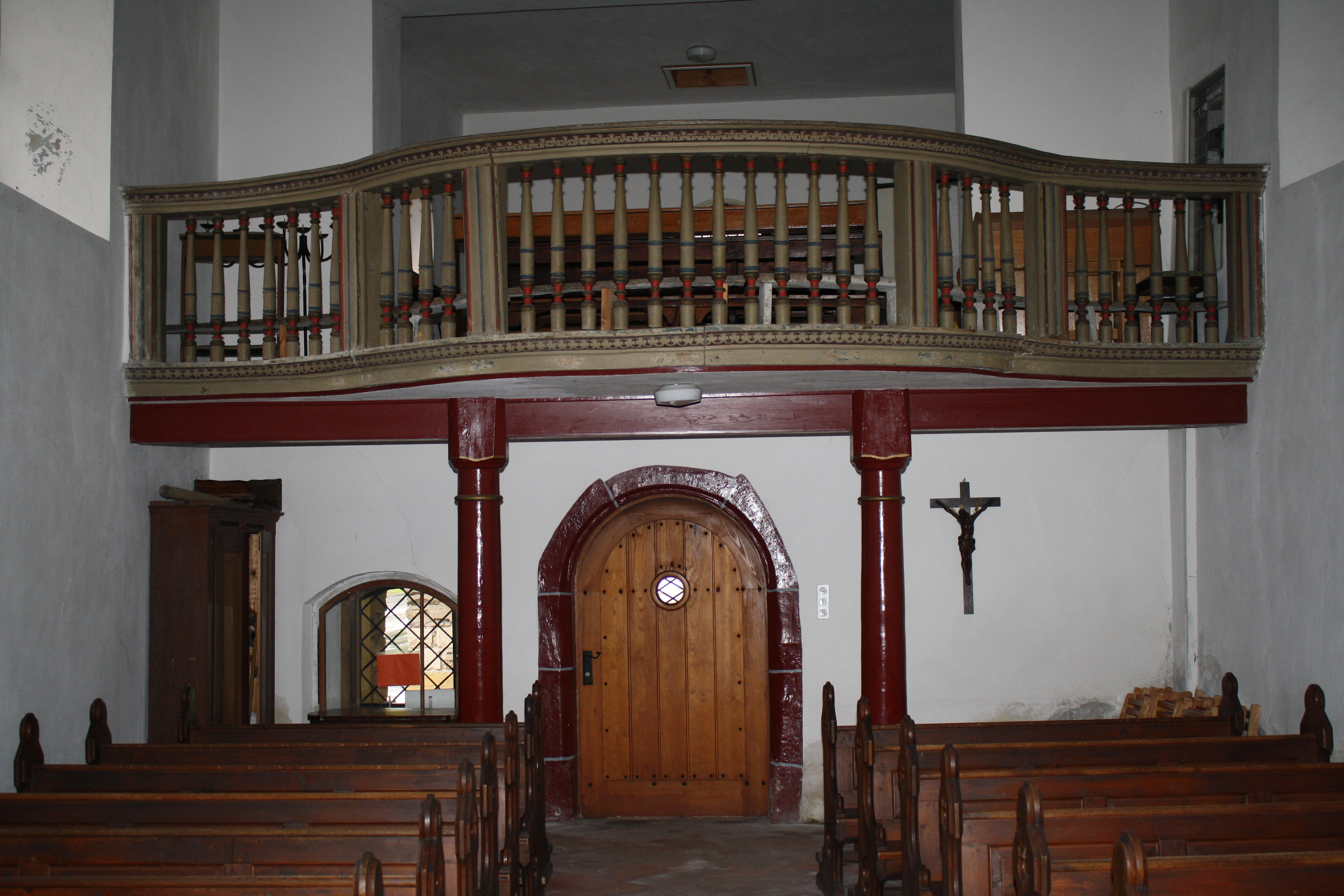
Empore
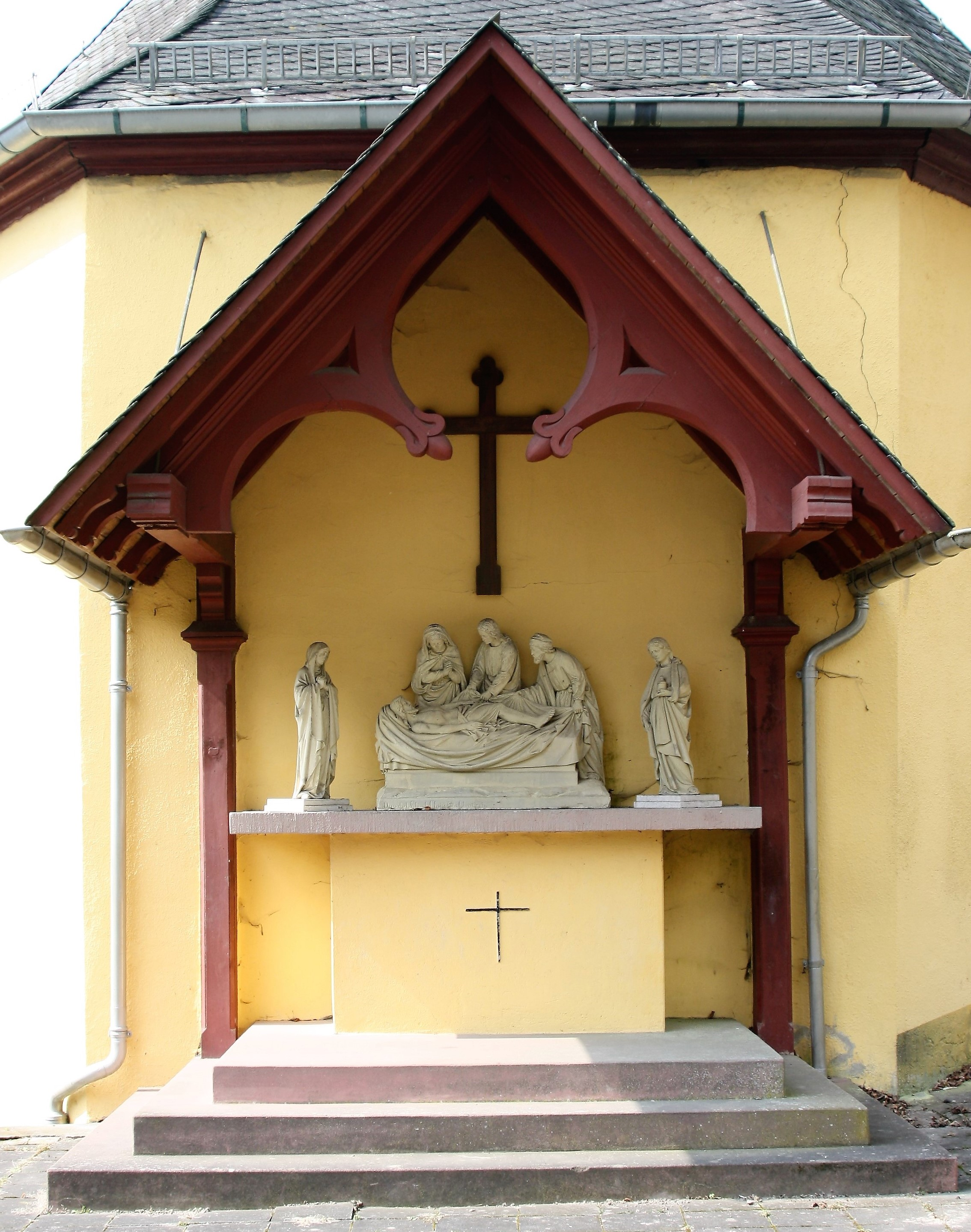
Außenaltar von 1900 mit Figuren des alten Kreuzweges
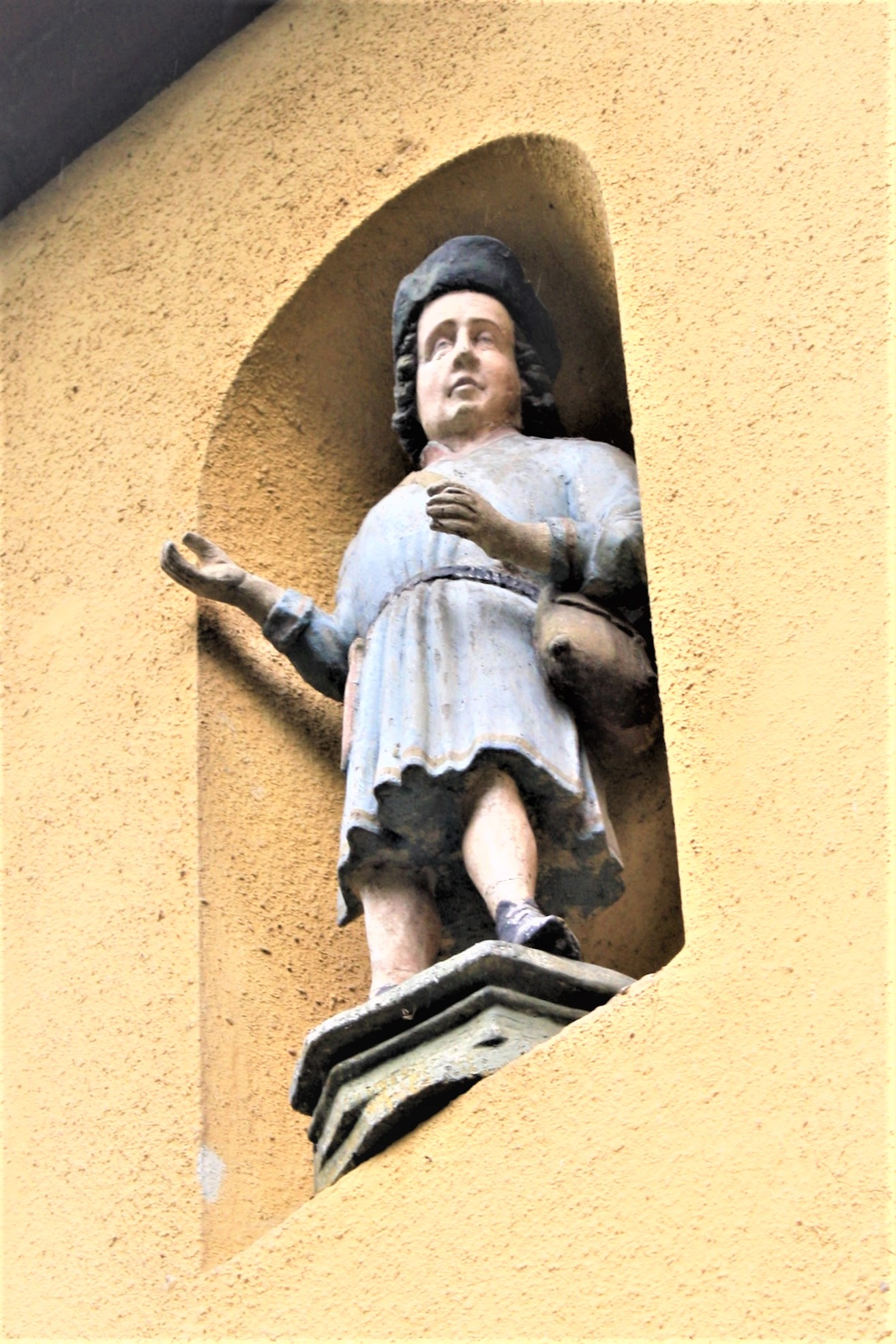
Figur des Hl. Wendelin im Volksmund als „Heilig-Kreuzer-Bäuerchen“ bezeichnet
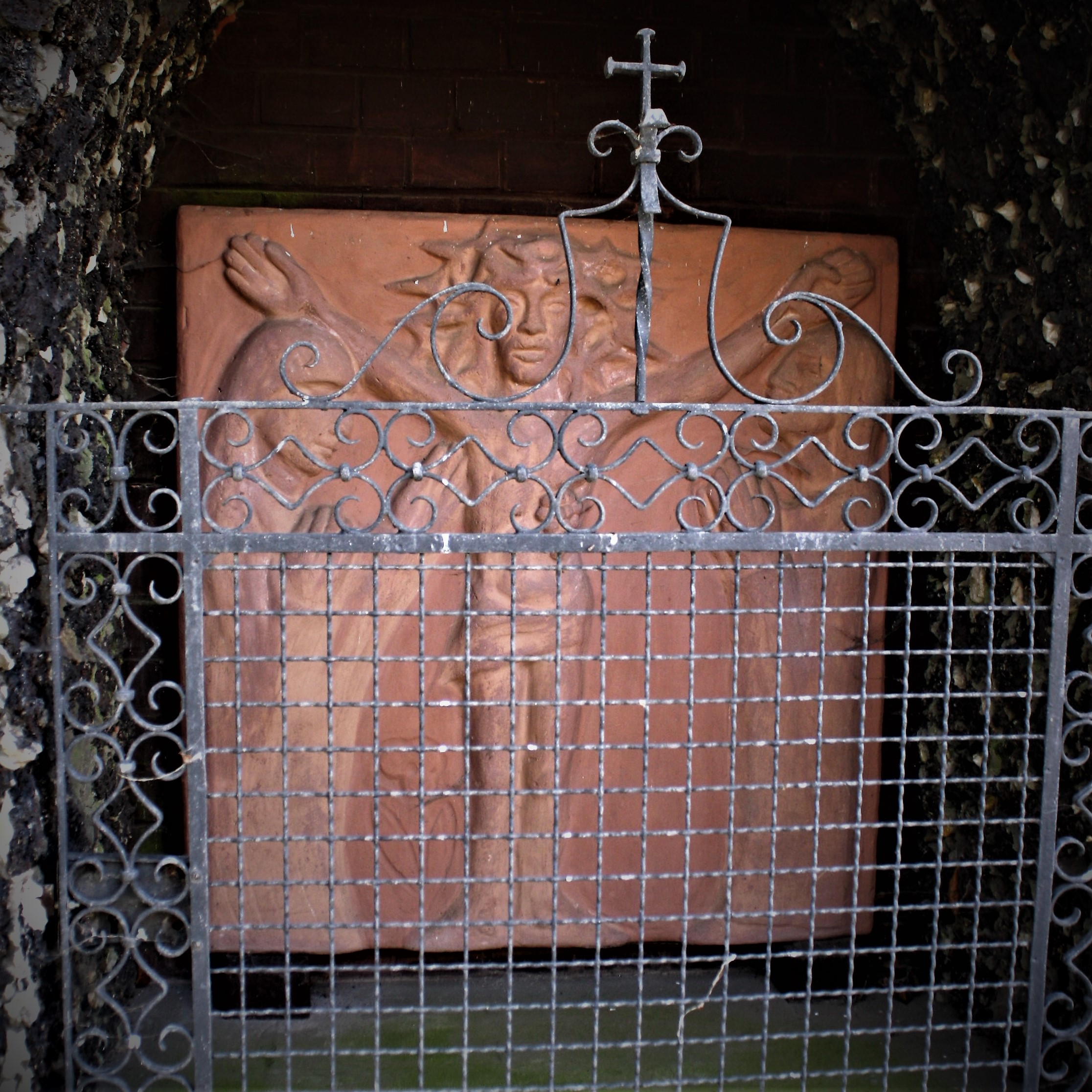
Kreuzweg Relieftafel von Anton Haust

## Glocke
Die Kapelle besitzt eine kleine Glocke, die wohl ursprünglich aus der Sauerthäler St.-Anna-Kirche stammte. Anfang des 20. Jahrhunderts wurde sie der Kreuzkapelle von der dortigen Gemeinde gestiftet.
| Nr. | Name  | Masse (kg) | Ø (mm) | Schlagton (16tel) | Abklingdauer (Sec.) | Klangverlauf               | Gussjahr | Glockengießer    | Inschrift                                                                                 | Gussmetall    |
| 1   | Maria | ca. 45     | 428    | a2+2              | 39                  | großwellig intermittierend | 1897     | Rudolf Edelbrock | „Maria ora pro nobis MDCCCXCVII“ (Maria bitte für uns 1897) / Medaillon der Mutter Gottes | Glockenbronze |

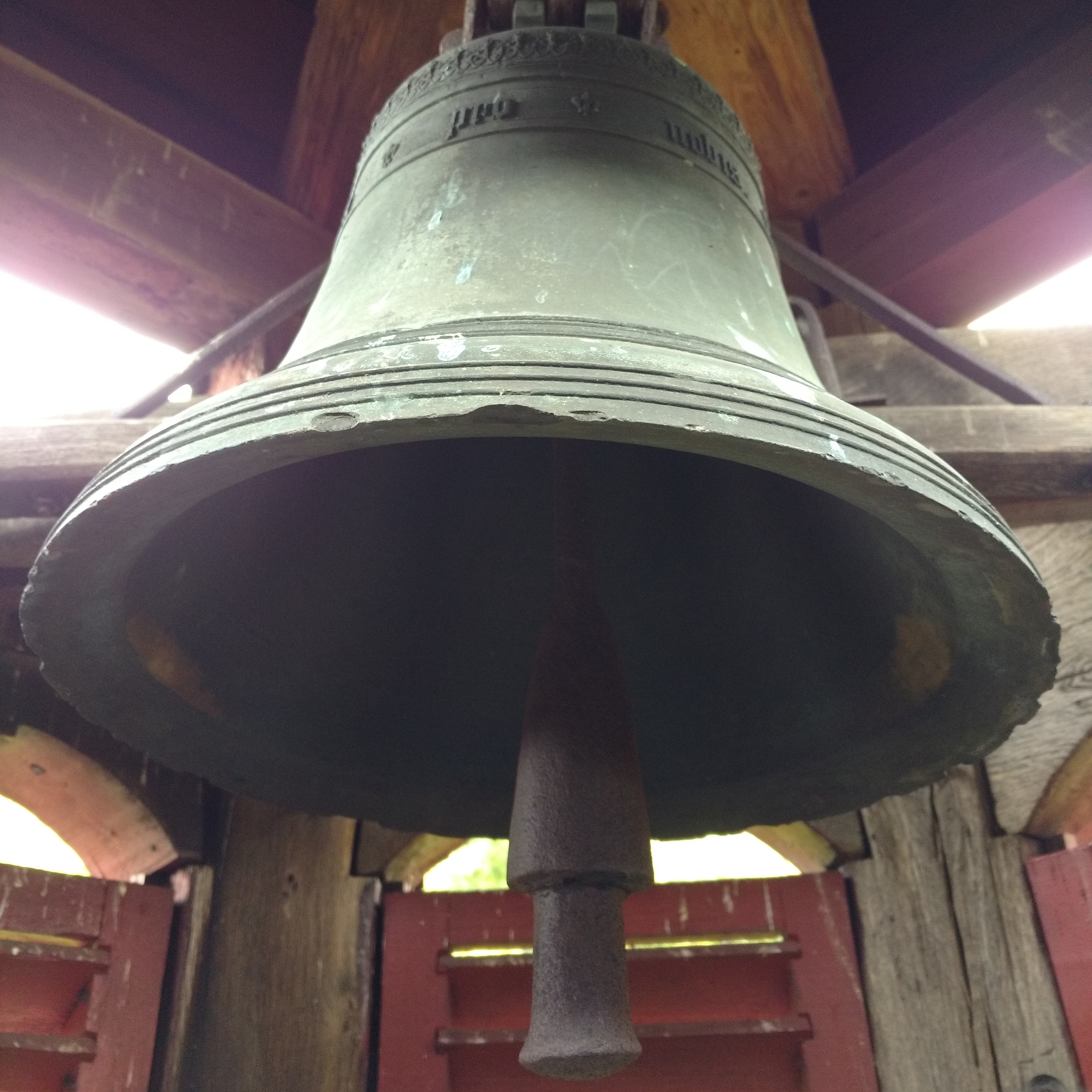
Marienglocke
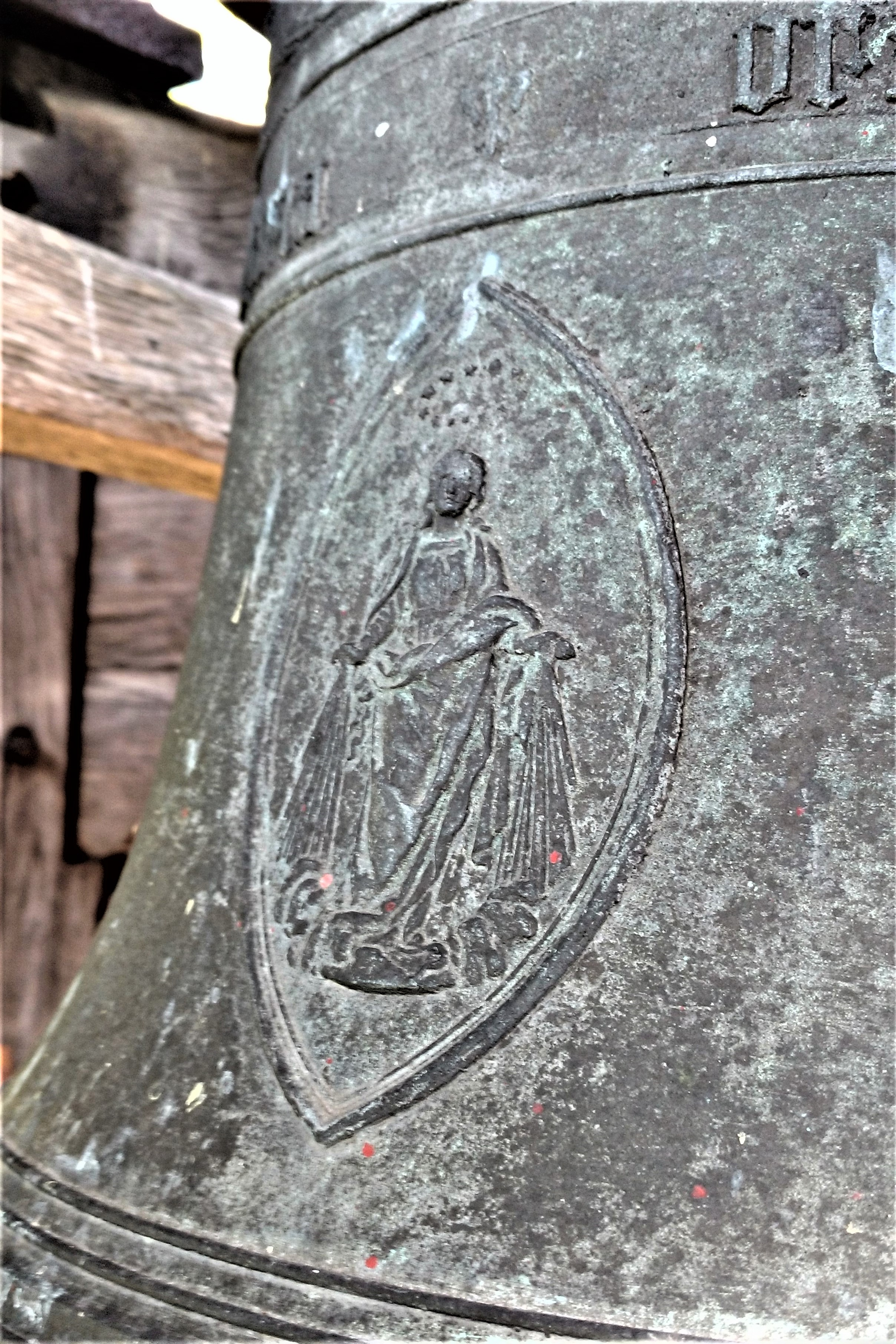
Marien Medaillon
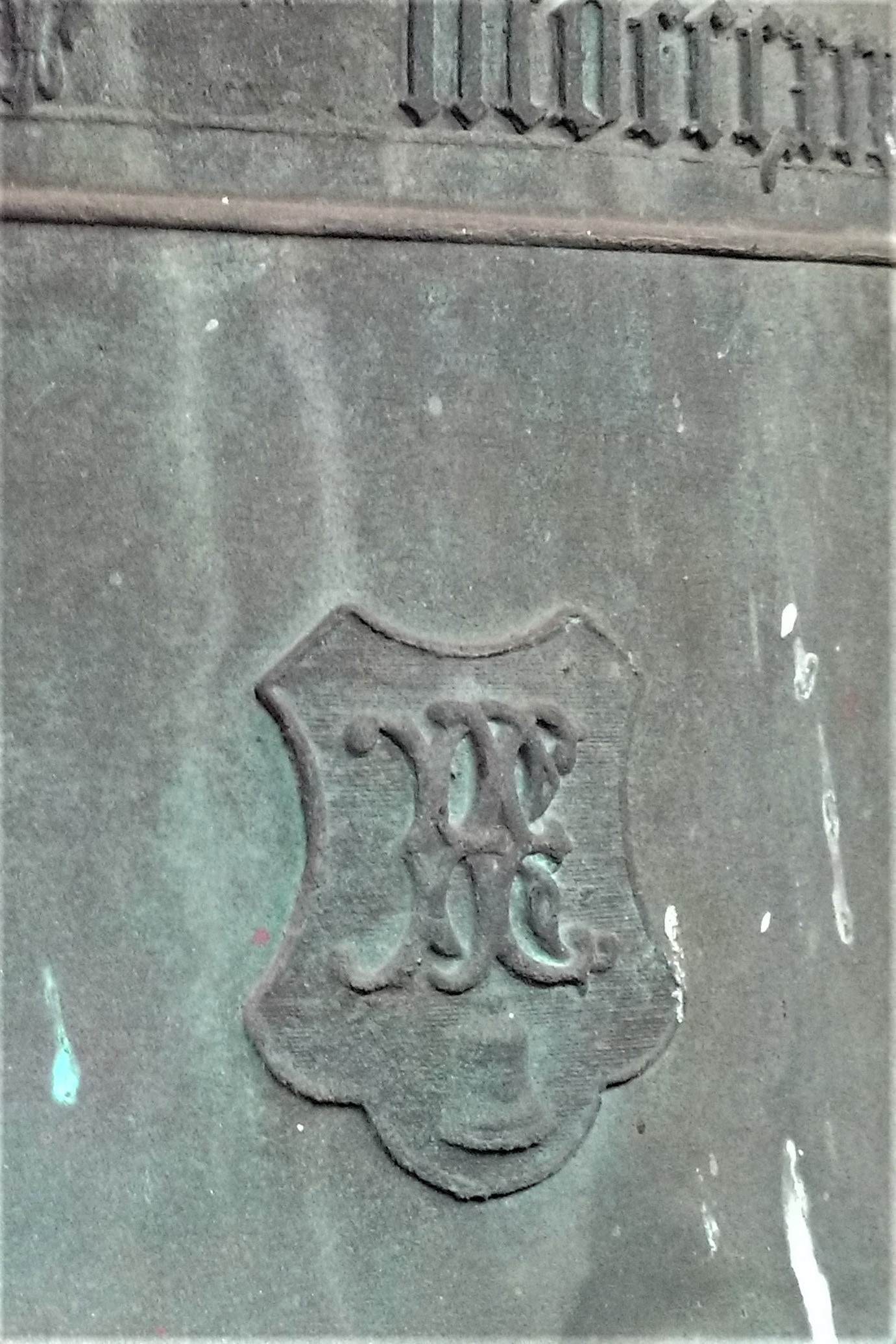
Gießerzeichen zwei verschlungene Buchstaben R und E für Rudolf Edelbrock